# Рођа Раичевић
Родољуб Рођа Раичевић (Никшић, 11. јул 1957 — Београд, 7. октобар 2001) био је српски и црногорски певач поп музике и композитор народне и забавне музике.

## Биографија
У родном граду, Никшићу, завршио је основну и нижу музичку школу, а средњу музичку школу Васа Павић је похађао у Подгорици. Завршио је Факултет музичких уметности у Београду.
У Београд се преселио 1976. године. Свирао је виолончело и клавир. Једно време је био члан састава Рокери с Мораву, па члан оркестра Мише Мијатовића.
Први већи ауторски успех је имао са песмом „Године иду“, коју је снимила Нада Топчагић. Сарађивао је са многим познатим певачима и певачицама: Лепом Бреном, Миром Шкорић, Славком Бањцем, Цаканом, Бубом Мирановић, Аном Бекутом, Наташом Владетић, Гораном Џебераном и Биљаном Јевтић. Први албум снимио је 1993. године који је сјајно прошао код публике а песме које су се издвојиле су "Тако је суђено" (Хит године) и поп балада "А ја имам тебе" као и песма "Растанак" коју је касније преснимила Драгица Радосављевић Цакана.
За врло кратак временски период Рођа је стекао велики број обожавалаца и љубитеља својих песама широм Балкана. Албум из 1997. изнедрио је велики број хитова који се и данас веома слушају и певају (Драга, У земљу пао бих од стида, У тебе сам заљубљен). Непосредно пред смрт Рођа Раичевић је објавио албум за Сити рекордс. Освојио је велики број престижних награда и признања. Учествовао је у великом броју хуманитарних акција и манифестација.

## Приватни живот и смрт
Рођа се никад није женио, иако су се многе лепотице везивале за његово име.
Говорило се да је платонски био заљубљен у Бубy Мирановић.
Умро је у 45. години у свом стану, у улици 27. марта (данас улица Краљице Марије), у Београду. Говорило се да је умро од прекомерне дозе метамфетамина, мада то никада није службено потврђено.
Остала је мистерија Рођиног кофера по који и после 20 година нико није дошао, који и даље стоји на истој адреси где је певач преминуо.

## Дискографија

### Албуми
- Тако је суђено (1993)
- Обичан мушкарац (1994)
- Судњи дан (1997)
- Да Бог да (2001)[7]

### Синглови
- Ја сам љубио слободу
- Нашој љубави је крај
- И не слутиш колико сам твој[7]

## Фестивали
Посело 202:
- А ја имам тебе, '93

МЕСАМ:
- А моја си била, бронзани Сабор, '93
- И не слутиш колико сам твој, '96

Пјесма Медитерана, Будва:
- У тебе сам заљубљен, победничка песма, '95

Сунчане скале, Херцег Нови:
- Ја сам љубио слободу, '97
- Буди срећна с другим, '98